# Bokšić (Đurđenovac)
Pour les articles homonymes, voir Bokšić.
Bokšić est un village de la municipalité de Đurđenovac (comitat d'Osijek-Baranja) en Croatie. Au recensement de 2011, le village comptait 433 habitants.